# Glénat (Verlag)

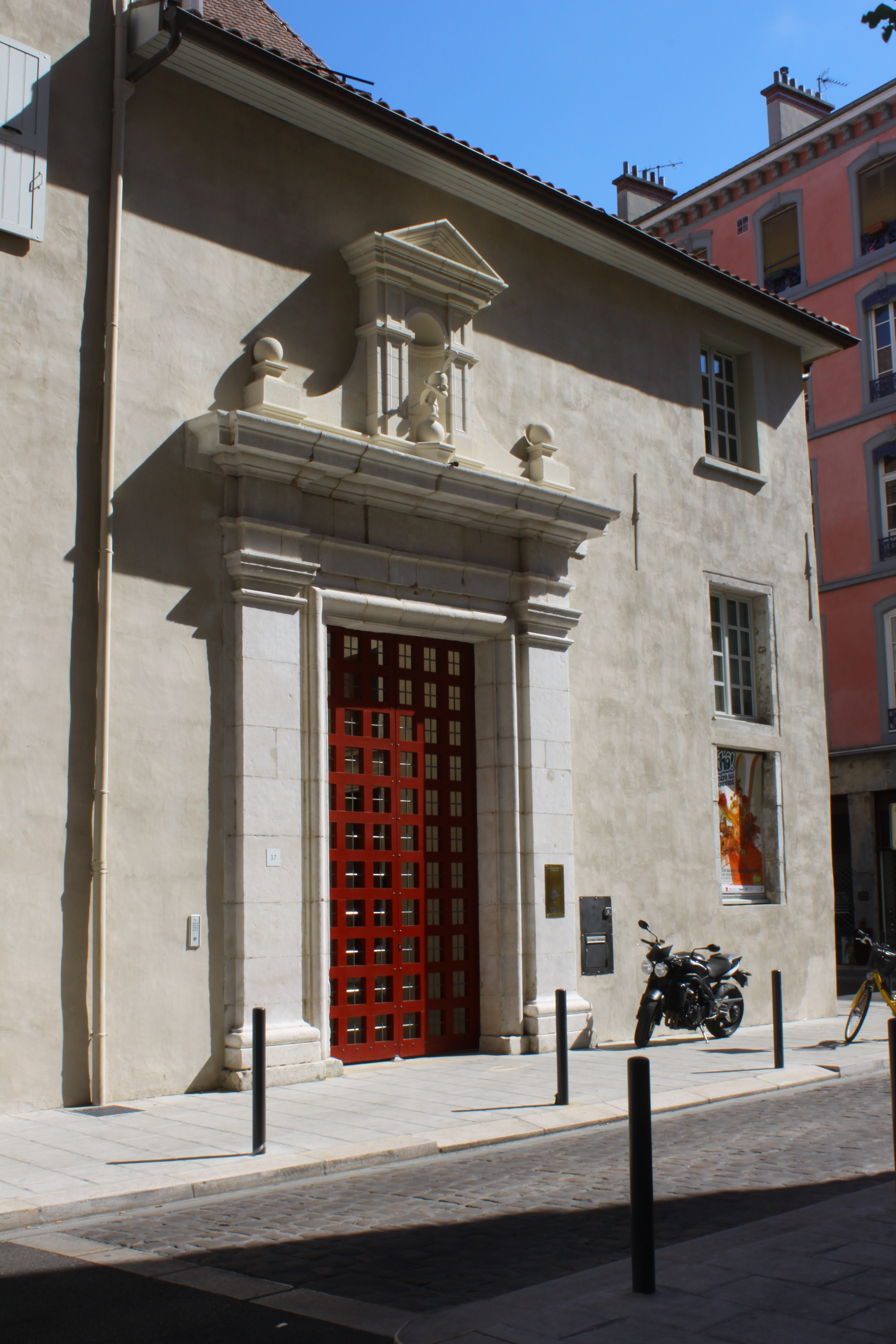
Der Sitz von Glénat

Glénat ist ein französischer Verlag. Seit 1972 publiziert er überwiegend Comics und Manga in Frankreich, Benelux und Spanien. Der Verlag wurde vom jetzigen Präsidenten Jaques Glénat gegründet und hat seinen Hauptsitz in Grenoble.

## Geschichte
1969 startete der 17-Jährige Jaques Glénat seine Comic-Fanzine Schtroumpf. Drei Jahre später schon begann er verlegerisch tätig zu werden: zwei erste Alben von Claude Serre und Claire Bretécher erschienen im neu gegründeten Verlag. Schon 1974 erhielt Glénat einen Preis in Angoulême. Ein Geschäft wurde in Paris eröffnet sowie ein großes Kaufhaus in Orly bei Paris. In den 1970er und 1980er Jahren wurden zahlreiche Albenserien veröffentlicht und unter dem Label Glénat livres Bücher mit den Schwerpunkten Reisen, Bergwelt und Wintersport. Es erschienen auch Magazine im Bereich Comic oder Geographie. Ab den 1990er Jahren kamen verstärkt Manga ins Programm.
Im Jahr 2009 machte der Verlag 50 % seines Umsatzes mit Comics, 20 % mit Manga, 15 % mit Büchern und 15 % mit sonstigen Produkten. Der Verlag unterhält drei internationale Niederlassungen: Glénat Benelux (F/NL/B/LUX), Glénat Espagne (S) und Glénat Suisse (CH).

## Bekannte Comicserien und Manga
Titeuf, Dragonball, Akira, Die Türme von Bos-Maury, Appleseed, Ghost in the Shell, Lou!, Mafalda, Prinz Eisenherz, Crying Freeman

## Preise und Auszeichnungen
- 1974: Prix du meilleur éditeur français (Bester französischer Verlag) auf dem Festival International de la Bande Dessinée d’Angoulême
- 1975: Yellow Kid